# Eugénie de Rome
Pour les articles homonymes, voir Sainte Eugénie.
Eugénie de Rome ou sainte Eugénie est une vierge qui aurait subi le martyre à Rome en 257, sous le règne de l'empereur Valérien et de son fils Gallien. Elle serait née à Rome dans la décennie 180-190. Sainte Eugénie est fêtée respectivement par l'Église catholique et l'Église orthodoxe le 25 et le 24 décembre. Son historicité est fortement sujette à caution et le récit qui la met en scène fourmille d'anachronismes et de topoï hagiographiques voire romanesques.

## Histoire et légende
La source primitive concernant sainte Eugénie est la Vie latine BHL 2667 transmise sous le titre Passion des saints martyrs Protus et Hyacinthus. Il s'agit d'une composition de type romanesque, rédigée en Italie dans la seconde moitié du Ve siècle. Elle appartient au genre des « romans hagiographiques de reconnaissance », et à la catégorie des « histoires de femmes déguisées en moines », rebaptisées ensuite « histoires transgenre ». Ce texte fut traduit plusieurs fois en grec vers le VIIe siècle (BHG 607 w, x, y, z), retraduit en grec élégant par Syméon Métaphraste au Xe siècle (BHG 608), et fut également adapté en syriaque (BHO 282), en arménien (BHO 281) et en éthiopien (BHO 283 et 284). En voici le résumé, d'après la moins mauvaise édition existante.
L’empereur Commode, au cours de son septième consulat (= année 192), envoie en Égypte le vir illustris Philippe, pour qu’il y dirige la préfecture. Philippe quitte donc Rome avec son épouse Claudia et ses enfants Sergius, Avitus et Eugénie et la famille s'installe à Alexandrie. Eugénie est aussi belle que vertueuse et studieuse. Dans sa seizième année, elle étudie les lettres (liberalibus litteris) grecques et latines et fait preuve d'une gravité qui suscite l'admiration des philosophes. Son père, qui veut la marier, lui propose plusieurs beaux partis, qu'elle repousse avec force, jugeant les bonnes mœurs supérieures à la haute naissance. Un heureux hasard met entre les mains d'Eugénie « l'épître de Paul » (sic) et les Actes de Paul et Thècle, dont la lecture la bouleverse : c'est ainsi qu'elle commence, à l'insu de ses parents, à devenir chrétienne de coeur (coepit animo esse Christiana). Ayant obtenu de ses parents la permission d'aller en litière couverte (basterna) à sa propriété de campagne, la jeune fille, ses deux nouvelles lectures sous le bras, discute en chemin avec ses chers eunuques Prote et Hyacinthe, qui ont grandi avec elle et partagent sa culture profane : comment se fait-il que les propos des poètes et des philosophes en matière de religion soient si ridicules, si creux, comparés aux deux écrits en question ? Tandis qu'ils passent en revue les sectes polythéistes, parvient à leurs oreilles la voix de chrétiens chantant un psaume : « Tous les dieux des nations sont des démons... » (Ps 96, 5). N'est-ce pas la réponse à ses questions ? Eugénie décide d'aller revoir ces gens-là ; mais auparavant, elle demande à ses deux fidèles serviteurs de lui couper les cheveux, et elle revêt des habits d'homme. Dans cet équipage, elle retourne le lendemain, toujours avec Prote et Hyacinthe, voir les chrétiens, qu'elle trouve cette fois en train de psalmodier des versets d‘Isaïe (26, 7) : à nouveau, elle applique les paroles à sa propre situation. Elle s'approche du chef de ces hommes, l'évêque Helenus, et lui demande de la baptiser avec ses deux amis. Helenus lui répond qu'il l'a reconnue sous son déguisement, mais il accepte malgré tout de baptiser le trio et de laisser Eugénie travestie entrer au monastère avec ses deux compagnons. La jeune fille embrasse ainsi la vie cénobitique sous le nom d' Eugène. Elle acquiert une grande renommée parmi les moines par sa piété et son pouvoir de guérir les malades. Deux ans plus tard, quand le supérieur meurt, tous les moines veulent que le « Frère Eugène » lui succède. L'intéressé(e) refuse obstinément cet honneur. Devant l'insistance des moines, il/elle finit par s'en remettre au jugement de Dieu par l'épreuve de « l'ouverture du livre » (apertio libri), qui fait alors tomber sur des versets de l'Évangile (Matthieu, 20, 25-27) paraissant l'inviter à accepter cette élection.
Ayant eu connaissance des pouvoirs thaumaturgiques du nouvel abbé, une noble et riche matrone nommée Mélanthia, qui souffrait depuis longtemps de fièvre quarte, vient trouver dans son monastère « Eugène » pour qu'il la guérisse. D'un signe de croix, l'abbé chasse aussitôt la maladie. Dès lors Mélanthia se rend fréquemment au monastère sous couvert de piété, mais en réalité parce qu'elle est tombée sous le charme du supérieur au joli visage. Elle lui propose le mariage : « Eugène » fait la sourde oreille. Changeant de tactique, la dame feint d'être à nouveau malade et obtient que l'abbé la visite pour la guérir. Une fois qu'il est dans sa chambre, elle lui fait des propositions indécentes, qu'il repousse avec horreur. Résolue à se venger par la calomnie (comme Phèdre dans la mythologie ou la femme de Putiphar dans la Bible), Mélanthia regagne Alexandrie et déclare publiquement que l'abbé Eugène a voulu attenter à son honneur. Le préfet Philippe fait aussitôt arrêter l'accusé.

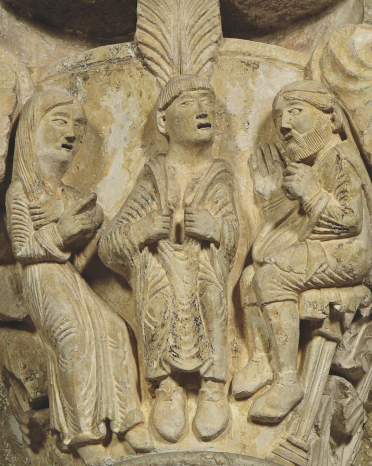
Sainte Eugénie, travestie en moine, montre ses seins et sa « féminité » à son juge et père (sculpture d'un chapiteau de la basilique Sainte-Marie-Madeleine de Vézelay).

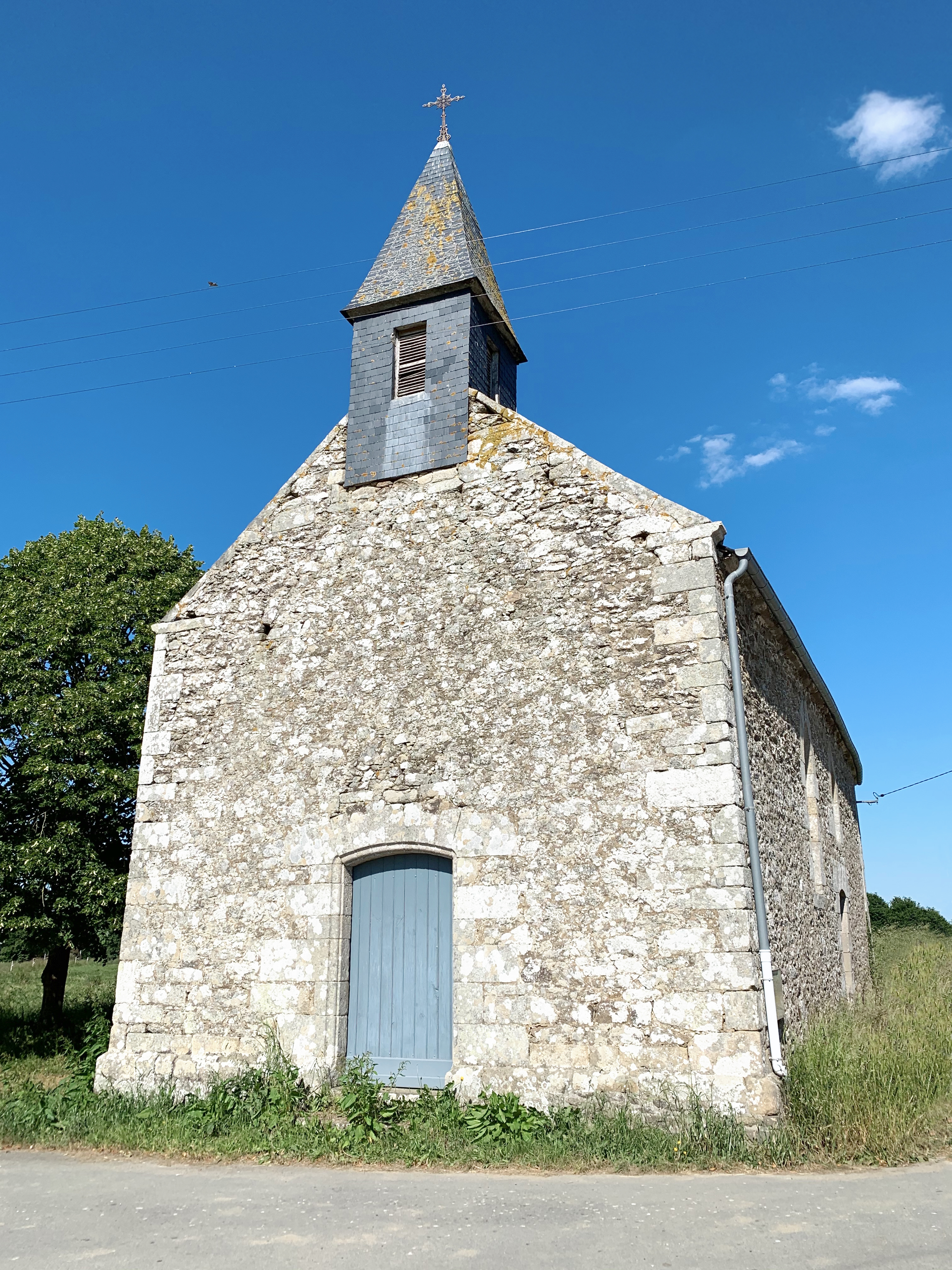
La chapelle Sainte-Eugénie à Corseul.

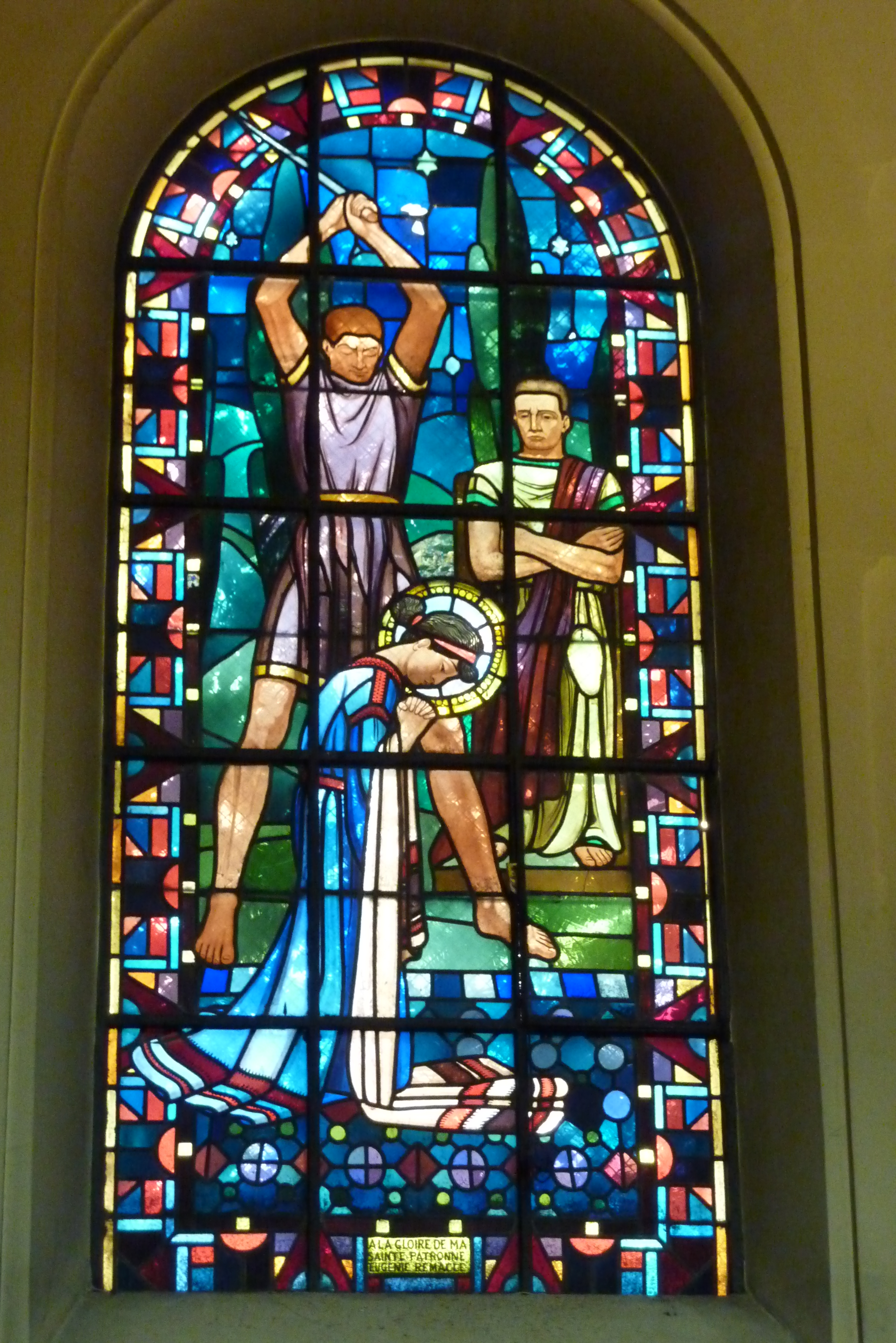
Sainte Eugénie a la tête tranchée (église Notre-Dame de Clignancourt).

Avant d'être jetée aux lions, Eugénie comparaît au tribunal de Philippe, installé dans l'amphithéâtre de la ville, plein à craquer d'une foule curieuse. Elle décide alors de lever le masque : déchirant sa tunique devant tous, elle montre sa poitrine (bien faite, précise l'hagiographe en citant implicitement Virgile, Énéide, III, 426 : pulchro pectore virgo) et révèle ainsi une féminité qui la disculpe. Dans un bref discours à celui qu'elle appelle son « père selon la chair », Eugénie nomme et montre ses deux eunuques Prote et Hyacinthe, déclare son identité et proclame sa foi dans le Christ. Philippe reconnaît sa fille, les frères d'Eugénie accourent, tous quatre, devant la foule émue, s'étreignent dans un flot de larmes, bientôt rejoints par Claudia que l'on a prévenue. La foule s'écrie : « Le Christ, le dieu des chrétiens, est le seul, le vrai dieu ! ». Un feu descend du ciel et consume Mélanthia avec toute sa maisonnée. L'église, fermée depuis huit ans, est rouverte ; tout le peuple alexandrin retourne au culte chrétien. Philippe, Claudia, leurs deux fils et une multitude innombrable de païens se font baptiser ; « et Alexandrie tout entière devient comme une seule église ». Bientôt l'évêque meurt ; pour lui succéder, le peuple unanime choisit Philippe. Celui-ci se démet alors de ses fonctions de préfet et monte sur le trône épiscopal d'Alexandrie. Sous son impulsion, presque toute la province d'Égypte se convertit. Philippe meurt en martyr quinze mois plus tard, poignardé dans son église pendant qu'il dit le Notre Père, par des païens à la solde du nouveau préfet Perennius, et qui s'étaient fait passer pour des fidèles afin de pouvoir approcher le saint évêque.
Un demi-siècle environ s'écoule. L'empereur, qui est à présent Valérien, a repris les persécutions contre les chrétiens. Eugénie (qui, soit dit entre parenthèses, doit avoir à présent entre 70 et 80 ans) est à nouveau arrêtée et condamnée à mort, cette fois sur l'ordre de l'empereur Gallien (lequel fut d'abord associé au pouvoir par son père Valérien de 253 à 260, puis régna seul de 260 à 268), qui lui en veut d'avoir détourné du paganisme et converti au christianisme sa nièce (à lui) Basilla. Comme on lui ordonne de sacrifier à Diane, elle entre dans le temple de la déesse et prie devant sa statue : celle-ci tombe alors en poussière. On la jette dans le Tibre attachée à un bloc de pierre : le bloc se met à flotter et la vierge n'a de l'eau que jusqu'aux genoux. On tente de l'ébouillanter dans les chaudières des « thermes sévériens » (les thermes de Caracalla) : c'est peine perdue, car la fournaise s'éteint dès qu'elle arrive. On l'enferme dans un cachot obscur sans eau ni nourriture : en vain, car le Seigneur, dans un immense rayonnement, vient la réconforter. En désespoir de cause, on la fait mettre à mort par le glaive d'un exécuteur. Après sa passion, Eugénie apparaît à sa mère (alors largement nonagénaire...) venue pleurer sur sa tombe ; elle lui annonce qu'elle va bientôt mourir et trouver le salut, et elle l’invite à entretenir la foi chrétienne de ses deux fils pour qu’ils soient dignes de partager sa gloire. Claudia meurt en effet le dimanche suivant ; ses fils Avitus et Sergius l’ensevelissent, évangéliseront bientôt les Romains et mourront saintement.

## La fabrication d'un récit à succès
Au contraire de Prote et Hyacinthe ou de Basilla (trois martyrs de la même catacombe de la via Salaria vetus), Eugénie est absente du plus ancien catalogue de martyrs vénérés à Rome, à savoir la Depositio martyrum incluse dans le Chronographe de 354. Cette absence ne plaide pas en faveur de son historicité, de même que le silence du pape Damase dans ses Épigrammes et du poète Prudence dans ses pièces martyrographiques. Tout se passe comme si la figure romanesque d'Eugénie (peut-être à l'origine, tout au plus, un simple nom, celui d'une hypothétique et obscure martyre, ou de quelque pieuse et généreuse dame romaine) avait été imaginée pour être associée, selon des procédés de l'hagiographie fabuleuse bien mis en lumière par Hippolyte Delehaye, à des saints réels plus ou moins « retouchés ».
De simple nom sur une tombe (dans la plus optimiste des hypothèses), Eugenia, la « bien née », devint ainsi une héroïne de récit à la mode, la protagoniste-type d'un « petit roman religieux » (comme dirait Delehaye). La riche intertextualité de ce récit a été détaillée par E. Gordon Whatley. La créature nommée Eugénie avait tout pour plaire à un large public, allant des lettrés et des lecteurs de fictions profanes (tant prose des romans que poésie virgilienne) jusqu'aux âmes pieuses attirées par les contes édifiants et bien sûr au public monastique, en particulier féminin, en passant par les amateurs de sensations assez terrestres. Eugénie rallie tous les suffrages grâce à la variété de ses visages successifs : jeune fille noble, belle, distinguée et docte à la fois ; adolescente convertie fuyant sa famille païenne ; nouvelle Thècle ; vaillante « athlète » romano-alexandrine, à cheval sur deux mondes (le prestige martyrial de Rome combiné à l'exotisme de l'Égypte, ce berceau du monachisme) ; héroïne de la chasteté, entourée de deux eunuques veillant sur sa pureté ; femme déguisée en homme et vivant au milieu d'hommes ; innocente victime d'une calomnie « phédro-putipharienne » dans une mésaventure qui n'est pas sans rappeler aussi celle de l'antique Agnodice, la légendaire « première femme grecque médecin » ; conceptrice d'une anagnorisis spectaculaire et même franchement osée ; sans parler, cela va sans dire, d'une quantité de prodiges stéréotypés propres aux « Passions épiques ». Enfin, ne sous-estimons pas la dimension érotique du texte, qui fit école et ne se limite pas à la scène fameuse (imitée, mais dans un contexte de tête-à-tête, par l'hagiographe grec de sainte Apollinaria « fille du roi Anthêmos ») où l'héroïne exhibe ses beaux seins à son père et à une foule immense, mais comporte aussi un lesbianisme potentiel qui se déploie insidieusement, avec comme ligne de fuite un viol homosexuel finalement évité, dans le long épisode de l'amour de Mélanthia pour Eugénie. Cet épisode laissa lui aussi des traces dans l'hagiographie ultérieure, du moins en Orient.
Afin d'ancrer Eugénie dans la réalité, on lui donna pour père un personnage historique, le préfet d'Égypte Philippus, tout en forgeant à celui-ci une seconde et brève carrière dans l'épiscopat ; on mentionna çà et là, pour « faire vrai », quelques empereurs et certains édifices romains ; et l'on  annexa à son histoire des saints réels mais à la vie mal connue. La vraie martyre romaine Basilla devient ainsi la nièce de l'empereur Gallien et une vierge convertie par la sainte, et ses voisins de cimetière, les tout aussi réels mais obscurs martyrs Prote et Hyacinthe, deviennent sinon des frères, du moins les eunuques de l'héroïne, ces « serviteurs parfaits » d'une championne de la chasteté, selon un procédé qui a également transformé en eunuques (dans les Actes BHL 6058-6063) les soldats martyrs Nérée et Achillée pour en faire anachroniquement les serviteurs de Domitille, elle aussi personnage historique, épouse de Titus Flavius Clemens (petit-cousin de Domitien), exilée par l'empereur pour avoir partagé les sentiments monothéistes de son mari, et devenue, longtemps après sa mort, éponyme d'une catacombe romaine. Les ingrédients du succès furent ainsi réunis : la belle fortune de la Vie d'Eugénie ne s'explique pas autrement.

## Culte
Les Itinéraires pour pèlerins médiévaux, en particulier le De locis sanctis martyrum... (VIIe siècle), mentionnent la sépulture d'Eugénie à Rome, dans la catacombe d'Apronianus, sur la Via Latina, où la martyre étaient inhumée « avec sa mère ». Ses restes furent ensuite déposés dans une chapelle de l'église qu'on lui dédia sur le côté droit de la Via Latina. Selon le Liber Pontificalis, au VIIIe siècle, les papes Jean VII (705-707) et Hadrien Ier (772-795) restaurèrent l'église de sainte Eugénie et fondèrent un couvent à proximité.
Sainte Eugénie fut sans doute vénérée dès la fin du Ve siècle. Son culte doit beaucoup, sinon tout, à la création et à la diffusion de sa légende (BHL 2667 et ses dérivés), connue déjà d'Avit de Vienne († 518/526), du rédacteur de la Regula Magistri (vers 510-520) et de Venance Fortunat († 609).
De Rome, le culte eugénien se répandit en Italie, puis en Gaule. La deuxième (et sainte) abbesse de Hohenbourg en Alsace, qui succéda à sa vénérée tante sainte Odile vers 721, s'appelait déjà Eugénie, ce qui est un indice de la popularité du nom et donc du culte dès la fin du VIIe siècle. Une preuve plus nette encore de l'audience de la Passio Eugeniae dans les milieux monastiques féminins de la Gaule des VIIe-VIIIe siècles est offerte par la Vie (BHL 1925) de sainte Consortia (fille de saint Eucher de Lyon), dans le passage suivant, qui se place après le moment où un prétendant demande aux parents de Consortia la main de leur fille, laquelle répond qu'elle a pour fiancé le Christ et demande un délai de réflexion :

« Sur ces entrefaites, il lui arriva entre les mains les Actes de la bienheureuse vierge Eugénie. Quand elle y eut lu que celle-ci, née de parents païens, s'était convertie au Christ après avoir fui loin d'eux, s'être coupé les cheveux et avoir passé beaucoup de temps dans un monastère habillée en homme au milieu des serviteurs de Dieu, elle se dit dans son coeur : "Si Eugénie, rejetant des parents païens, s'est convertie à Dieu et a persisté dans la virginité, pour finalement obtenir la palme du martyre, combien plus ne devrai-je pas, moi, issue de parents chrétiens et rachetée par le sang du Christ, persévérer dans cette vocation ?" »

— Vita Consortiae (BHL 1925), 8, AA.SS., 3e éd., Iunii tomus V, p. 215 E.

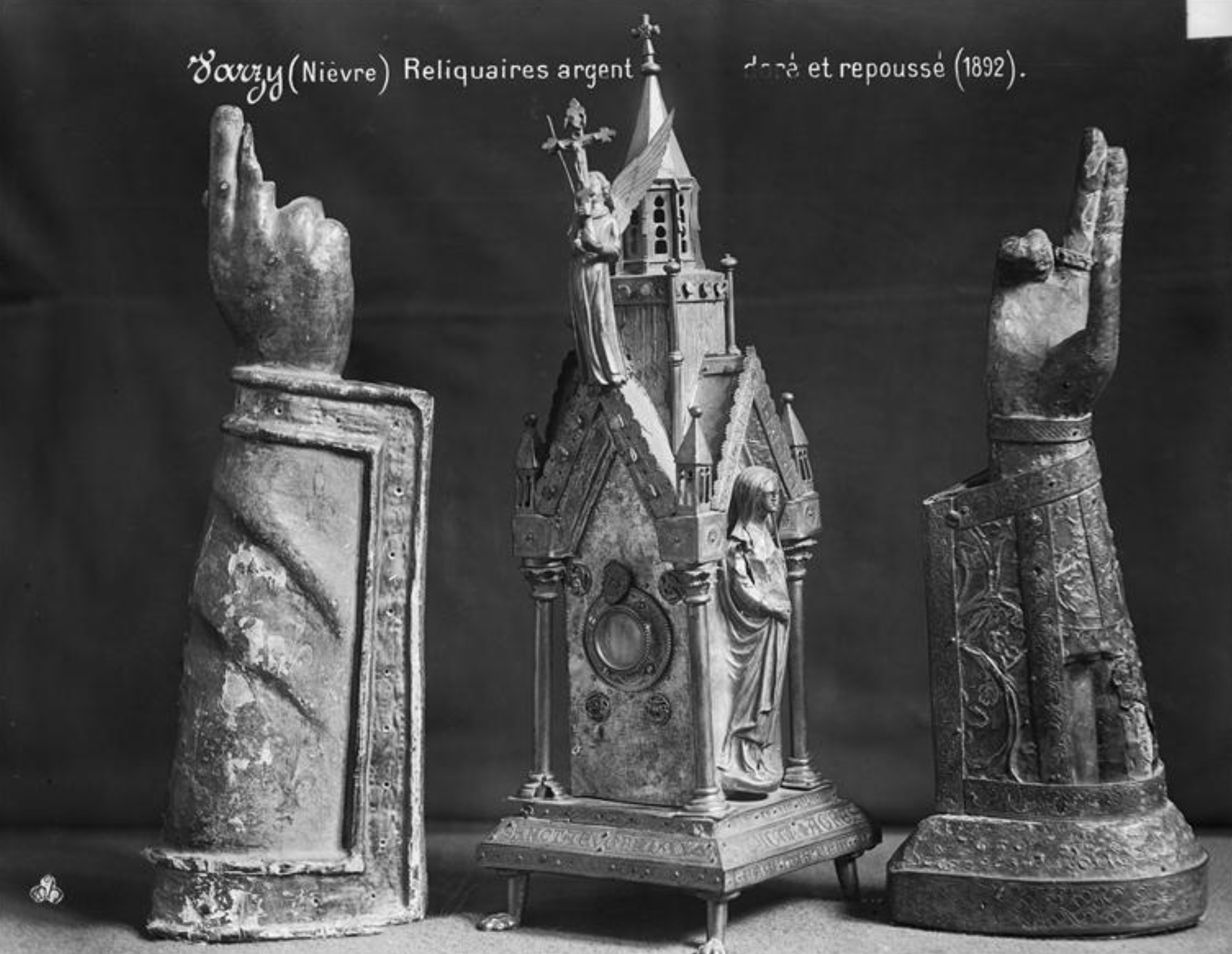
Reliquaire de Sainte Eugénie (au centre, ici flanqué de deux bras-reliquaires en argent doré et repoussé). Église de Varzy, photographie de Séraphin-Médéric Mieusement (1892).

Durant le Moyen Âge, Eugénie est vénérée à la fois en Occident et en Orient, comme en témoignent ses représentations variées dans des églises (mosaïques, sculptures ou encore peintures). Des reliques de la sainte, obtenues du pape Jean X, arrivèrent en 923 à la cathédrale Saint-Étienne d'Auxerre, desquelles une partie fut déposée à l'abbatiale de Saint-Germain d'Auxerre et une autre partie dans l'église Sainte-Eugénie de Varzy (Bourgogne). D'autres reliques parvinrent en Grèce et en Croatie. Vers 1136, Abélard suggère à Héloïse de prendre pour modèle « la bienheureuse Eugénie », qui « avec la complicité de l'évêque Helenus, ou plutôt sur son ordre, revêtit un habit masculin et, après avoir été baptisée par lui, fut admise dans un collège de moines ». Au XIIIe siècle, sainte Eugénie suscite un regain d'intérêt : son histoire figure dans les légendiers de Barthélemy de Trente, Jean de Mailly et Jacques de Voragine. La date de sa mort ayant été fixée au 24 ou 25 décembre, il était malaisé de la célébrer à cause de la concurrence de la Nativité. Jacques de Voragine trouva une solution en associant le culte d'Eugénie à celui de ses compagnons Prote et Hyacinthe, fêtés quant à eux le 11 septembre.
Le culte de sainte Eugénie se diffusa jusqu'en Armorique, où il ne subsisterait plus aujourd’hui en dehors des Côtes-d'Armor. Ainsi, on l’invoque toujours, sous le nom de sainte Tujane, en la chapelle de Corseul, en la chapelle Notre-Dame du Haut Trédaniel, à la fontaine de Morieux, en la chapelle et à la fontaine de Plerneuf.
Les pèlerins l'invoquaient pour la guérison des maladies de tête, en particulier des migraines. Les futures mères la sollicitaient aussi pour s’assurer un heureux accouchement. On l’invoque aussi et surtout pour la guérison des dermatoses, plus particulièrement d'eczémas (dermatite atopique), la maladie Sainte Radegonde ou le mal Saint Aragon qui est une maladie de la peau des enfants en bas âge à cause d’une allergie au lactose dès l’allaitement maternel, et aussi la croûte de lait.

## Iconographie

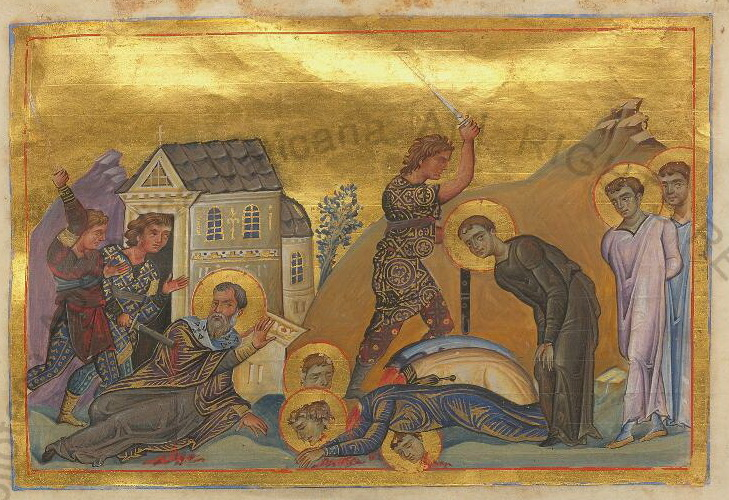
Eugénie en moine noir, penchée, peu avant son exécution (Ménologe de Basile II).

Dans le monde byzantin, elle est généralement représentée habillée en femme, comme sur une mosaïque de la basilique Saint-Apollinaire-le-Neuf de Ravenne et, dans la même ville, sur un médaillon découvert dans la chapelle archiépiscopale construite à la même époque, au VIe siècle. En revanche, dans le manuscrit byzantin du Ménologe de Basile II (daté de la fin du Xe siècle), une miniature la représente en « moine noir » au moment de sa décollation.
Le premier exemple iconographique occidental connu se trouve en France, dans la basilique Sainte-Marie-Madeleine de Vézelay, un lieu de pèlerinage important au XIIe siècle, illustrant ainsi l'ampleur du culte d'Eugénie. La sainte est figurée sur un chapiteau sculpté, daté de 1130 environ (voir image plus haut) : elle porte la tonsure de moine, se tient entre son accusatrice Mélanthia et son juge (son père le préfet Philippe) et découvre sa poitrine pour se disculper. Mais ce n'est pas seulement sa poitrine que la martyre romaine dévoile sur le chapiteau de Vézelay : sous les seins, au niveau du ventre, le sculpteur a figuré par creusement (assurément au mépris du réalisme anatomique) un orifice profond qui ne peut représenter qu'un vagin, bien visible entre les deux mains du personnage qui écarte sa tunique comme d'autres femmes sculptées dans les églises gothiques écartent les lèvres de leur vulve, l'exemple le plus frappant étant peut-être un chapiteau du mur nord de la nef de l'église Sainte-Radegonde de Poitiers (XIIIe siècle), reproduit par Chloé Maillet, qui pourtant n'a pas vu que le même geste était déjà exécuté (certes d'une manière moins réaliste) par l'Eugénie de Vézelay, et qui fait donc fausse route en écrivant : « Eugène-Eugénie se déshabille, mais il-elle montre ses seins, non sa vulve ». Il revient à Kristin Sazama d'avoir bien perçu, dès 1995, le caractère proprement génital du geste de l'Eugénie vézelayenne : un geste qui, de la part du sculpteur médiéval, témoigne d'une lecture surexpressive ou emphatique du récit lui-même, et qui ne demande pas à être interprété comme « apotropaïque », contrairement à une herméneutique moderne assez courante de ce type de représentation.
Dans l'illustration du Miroir historial de Vincent de Beauvais réalisée en 1480, la sainte est montrée se dénudant entièrement lors de son jugement.
Autre
- Statue du XVIe siècle, en pierre polychrome, auteur inconnu, église Saint-Pierre de Varzy (précédemment dans l'église Sainte-Eugénie de Varzy).